# Dia Internacional de la Gent Gran
El Dia Internacional de la Gent Gran va ser fixat per l'1 d'octubre per l'Assemblea General de Nacions Unides, a la Resolució 45/106, de 14 de desembre de 1990. La comunitat internacional va instar d'aquesta manera a reflexionar sobre els reptes socials i polítics que suposa el creixent envelliment demogràfic i proposa vetllar per una vellesa digna i segura. Governs, associacions, institucions i totes les persones estan convidades a adherir-se a aquesta commemoració i a involucrar-se al desenvolupament d'una societat apta per a totes les edats.
La finalitat d'aquesta jornada festiva i reivindicativa és fer que les persones grans siguin per un dia veritables protagonistes i centre d'interès d'arreu del món, i difondre una imatge més positiva de l'envelliment. La diada representa també una oportunitat per conscienciar la societat sobre l'estat en què es troba la gent gran i els desafiaments i problemes que afronta, així com per promoure accions apropiades per defensar-la i per respectar la seva dignitat i saviesa.
El 1992 a Viena es va crear el primer pla d'acció sobre l'envelliment de les persones. El 2002 a Madrid es va fer una declaració política sobre el pla d'acció. El 2018 la diada pretenia promoure els drets consagrats en la Declaració i el que significa en la vida diària de les persones grans; augmentar la visibilitat de les persones grans com a membres de la societat que participen compromesos a millorar el gaudi dels drets humans en molts àmbits de la vida i no només els que els afecten immediatament; reflexionar sobre els progressos i els reptes per garantir el ple i igual gaudiment dels drets humans i de les llibertats fonamentals per les persones grans; i involucrar audiències àmplies a tot el món i mobilitzar les persones pels drets humans a totes les etapes de la vida. La Comissió pel Desenvolupament Social en fa el seguiment i va presentant les conclusions sobre el compliment dels plans.